# Oleria tapio
Oleria tapio är en fjärilsart som beskrevs av Felix Bryk 1953. Oleria tapio ingår i släktet Oleria och familjen praktfjärilar. Inga underarter finns listade i Catalogue of Life.